# حاجی‌آباد شانرش
روستای شانرش، روستایی از توابع بخش مرکزی شهرستان روانسر در استان کرمانشاه ایران است.
علت نامگذاری آن  کوه یا شانه مشرف به روستا می باشد که اغلب برف روی آن قرار نمی گیرد و رنگی متمایل به سیاهی دارد. (شان (کردی)= شانه (فارسی)، رش (کردی)= سیاه (فارسی). 
این روستا در همسایه روستاهای کره قلعه کهنه (جنوب)، ،ششبید سفلی و علیا (شمال)، درکه (شرق)، چراغستان (غرب) قرار دارد.
شغل اصلی مردمان دامداری و کشاورزی است.
از مشاهیر روستا ماموستا احمد سرمستی و پرفسور ملا مصطفی (ولی) کامرانی  استاد دانشگاه کرج می باشد.

## جمعیت
این روستا در دهستان دولت‌آباد قرار دارد و براساس سرشماری مرکز آمار ایران در سال ۱۳۸۵، جمعیت آن ۱۴۶ نفر (۳۱ خانوار) بوده‌است.